# Castell de Poenari
Castell de Poenari (pronunciat en romanès: [po.eˈnarʲ]), també conegut com a Ciutadella de Poenari (Cetatea Poenari en romanès), és un castell en ruïnes de Romania que va ser la casa de Vlad l'Empalador. La ciutadella està situada dalt d'una muntanya i s'hi accedeix pujant 1.480 escales de formigó.

## Ubicació
El castell està situat a l'altiplà del mont Cetatea, orientat a la banda oest del Transfăgărășan, sobre un canó format a la vall del riu Argeș, a prop de les muntanyes Făgăraș.

## Història
El castell de Poenari es va construir a principis del segle xiii per valacs. Cap al segle xiv, Poenari (llavors conegut com a castell d'Arges) era la principal ciutadella dels governants de Bessaràbia. En les dècades següents, el nom i els residents van canviar algunes vegades, però finalment el castell va ser abandonat i deixat en ruïnes.

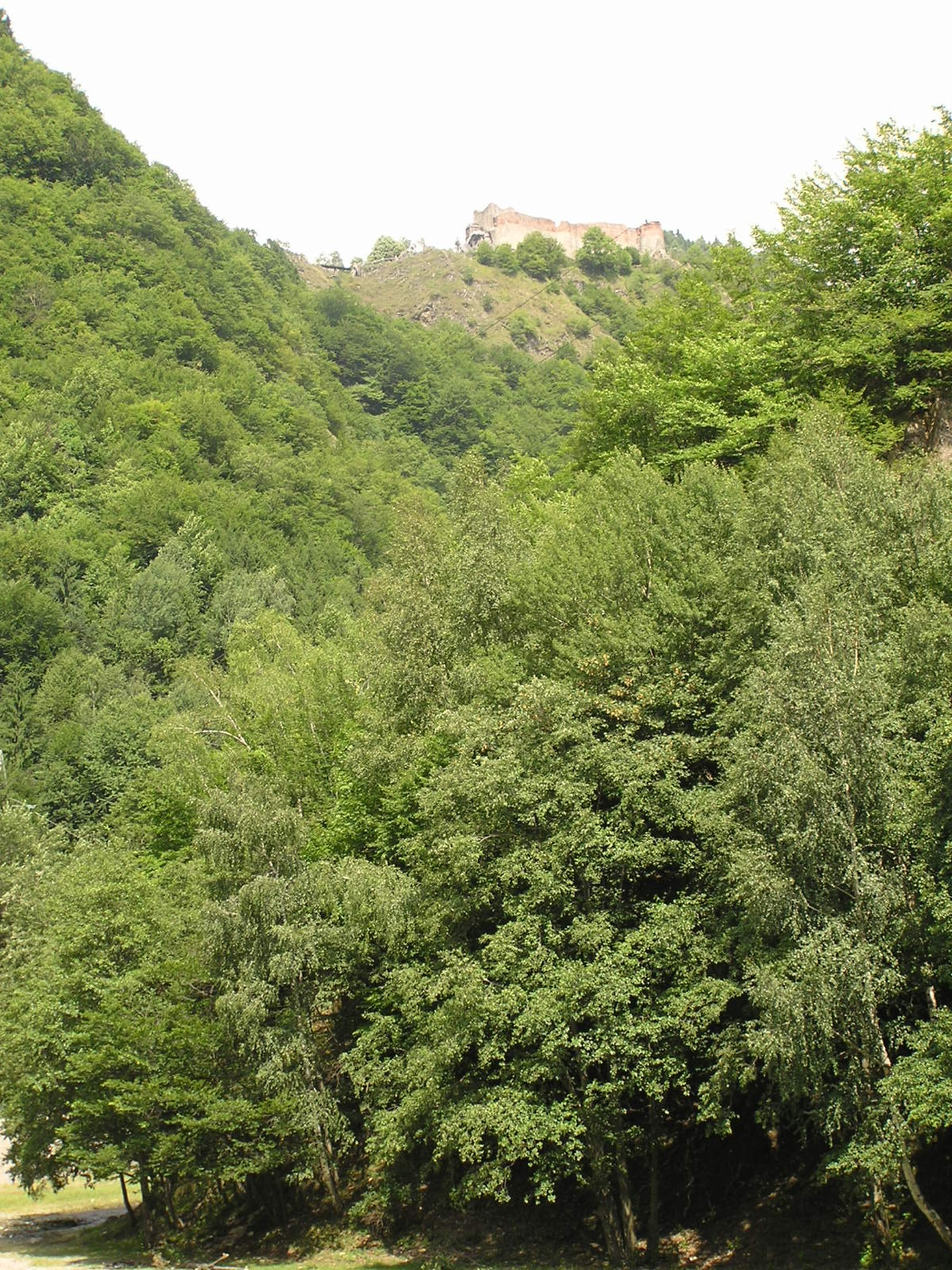
La ciutadella vista des de la carretera nacional

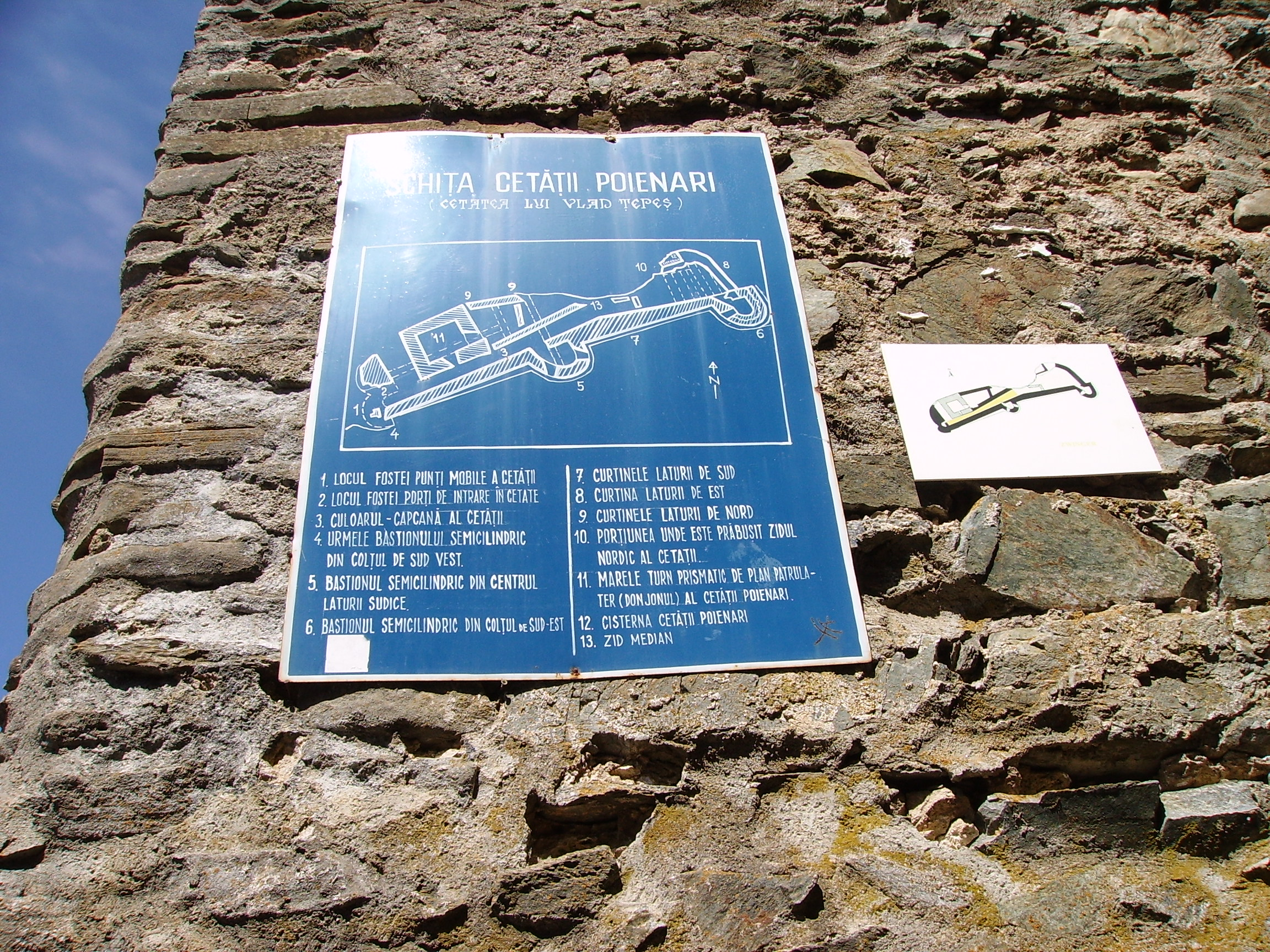
Pla del castell de Poenari

Tanmateix, al segle xv, adonant-se del potencial d'un castell enfilat sobre un fort precipici de roca, Vlad III l'empalador va reparar i consolidar l'estructura esclavitzant els seus enemics de la noblesa dels principats danubians de Valàquia i Moldàvia, convertint-lo en una de les seves principals fortaleses, reconstruint l'antic castell d'Arges a la banda esquerra del riu amb pedres de l'antic castell Poenari, que es trobava a la riba dreta i una mica més baix. Tot i que el castell va ser utilitzat durant molts anys després de la mort de Vlad el 1476, finalment va ser abandonat de nou a la primera meitat del segle XVI i va estar en ruïnes al segle xvii. La mida i la ubicació del castell dificultaven la seva conquesta. El 13 de gener de 1913, una esllavissada causada per un terratrèmol va fer caure parts del castell que es van estavellar al riu de sota. Després de dos altres terratrèmols del 1940 i del 1977 que van causar més danys, es va reparar lleugerament i les parets i les seves torres encara es mantenen actuals. Des del 2009, el lloc està administrat pel Museu del Comtat d'Argeș.

## A la cultura popular
Una representació moderna del castell de Poenari va aparèixer a la sèrie de televisió STARZ de 2013 de Da Vinci's Demons, a l'episodi titulat "El diable", en què Leonardo da Vinci viatja al castell de Poenari a Valàquia per reunir-se amb Vlad III.
L'episodi "The Hardy Boys & Nancy Drew Meet Dracula" de l'espectacle The Hardy Boys / Nancy Drew Mysteries dels anys 70 té lloc dins de "Dracula's Castle" a "Poenari". Les fotografies del castell que s'utilitzen a l'episodi són del castell de Poenari, tot i que l'episodi mostra persones conduint fins a les portes del castell per a un festival de rock, cosa que no és possible.
A la novel·la de Dan Simmons de 1992 "Els nens de la nit", el castell de Poenari es representa cap al final de la novel·la com un lloc ritual per a un culte conegut com "La família" que consisteix en els descendents genèticament mutats de Vlad l'empalador. Tot i que la novel·la és pura ficció, la descripció i representació del castell i la regió circumdant contenen informació geogràfica i històrica majoritàriament precisa.
Al videojoc Fallout 3, una missió secundària relacionada amb els vampirs comença en un assentament fictici postapocalíptic, construït sobre un fragment conservat d'una carretera a la zona de Washington DC, que té una semblança visual amb el castell de Poenari (per exemple, estructura lineal) i es diu Arefu (com una referència oculta a la ubicació de la vida real a 6 km de Poenari), tot i que el topònim es dissimula per semblar incidental (el cartell diu ATENCIÓ amb C i L esvaït).

## Llegendes
Al llarg dels segles han sobreviscut nombroses llegendes i històries sobre el castell de Poenari. Durant l'era comunista a Romania, els visitants estrangers de vegades passaven la nit a l'interior de l'estructura en ruïnes. Entre els turistes s'explica el cas del marit de Fatimeh Pahlavi, Vincent Lee Hillyer, que afirmava que a la nit la temperatura era molt inferior a l'habitual al castell (fins i tot al mes de juliol) i que feia olor de flors podrides encara que no n'hi havia cap. Es diu que va patir malsons estrambòtics, va contraure inexplicablement queratosi i va tenir la "sensació de poder" que el vigilaven i el mossegaven sense ser agredit físicament. També es va presentar com un lloc embruixat a Ghost Hunters International a la temporada 1 (2008-2009), episodi núm. 14.

## Galeria

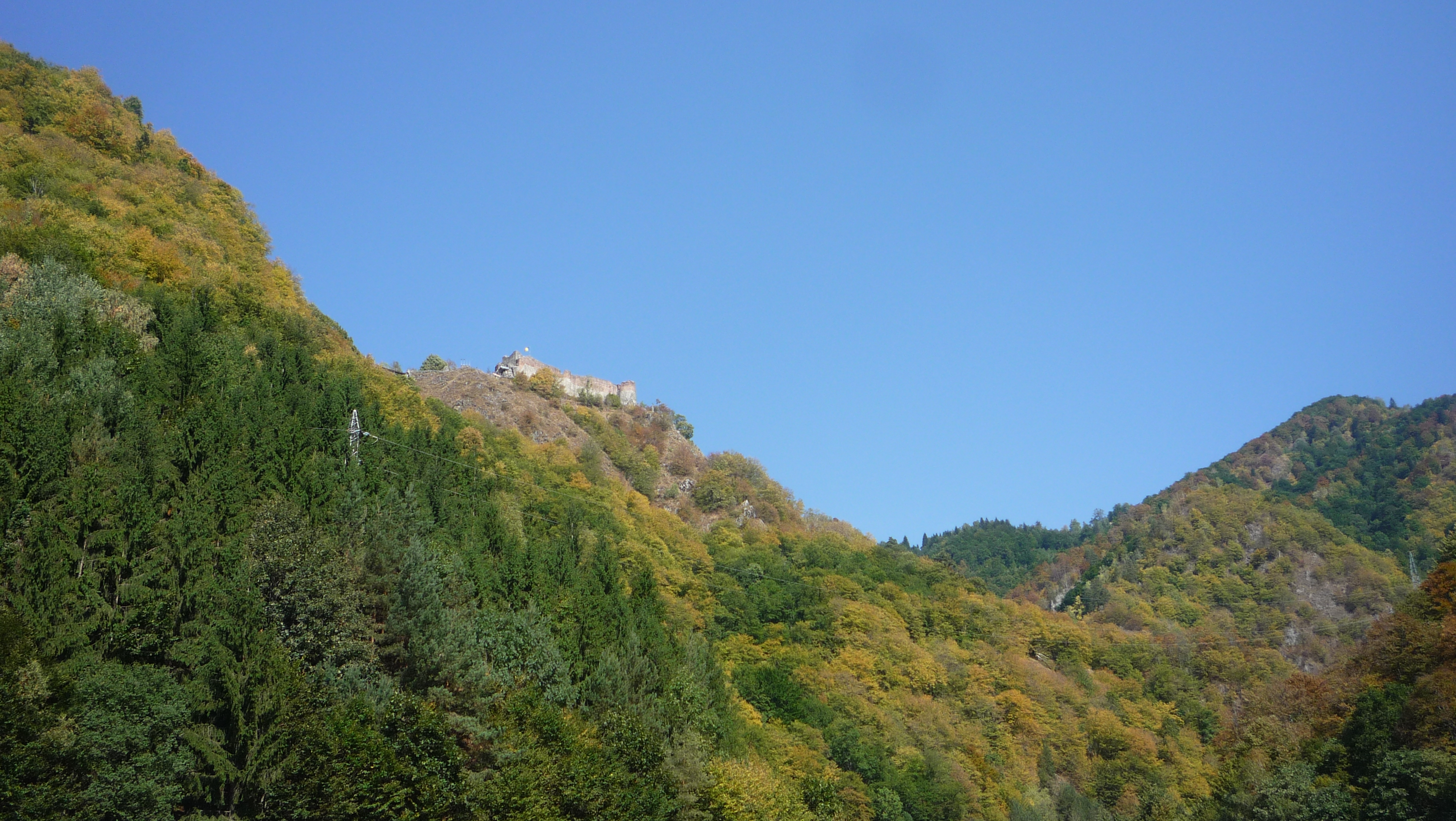
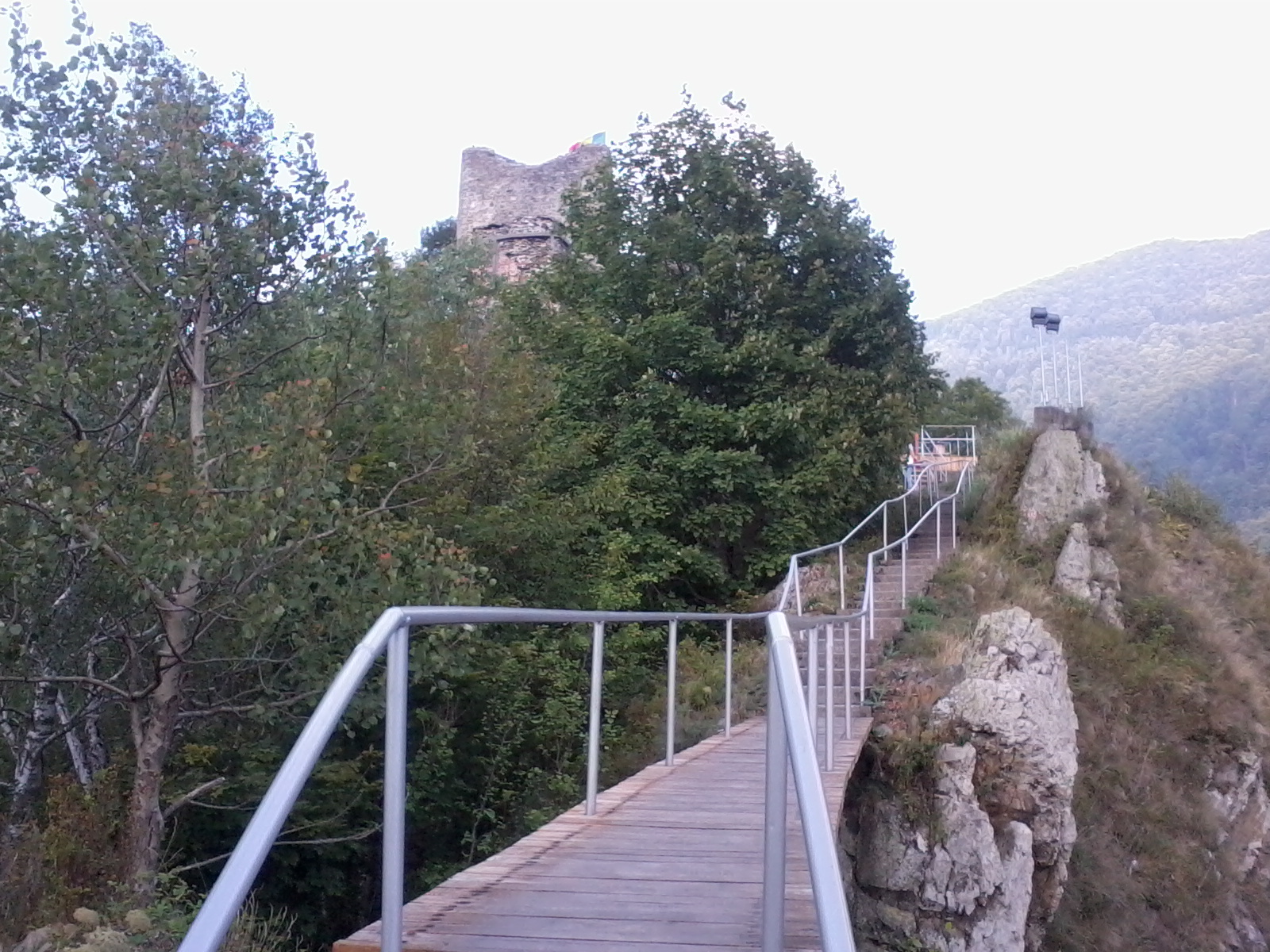
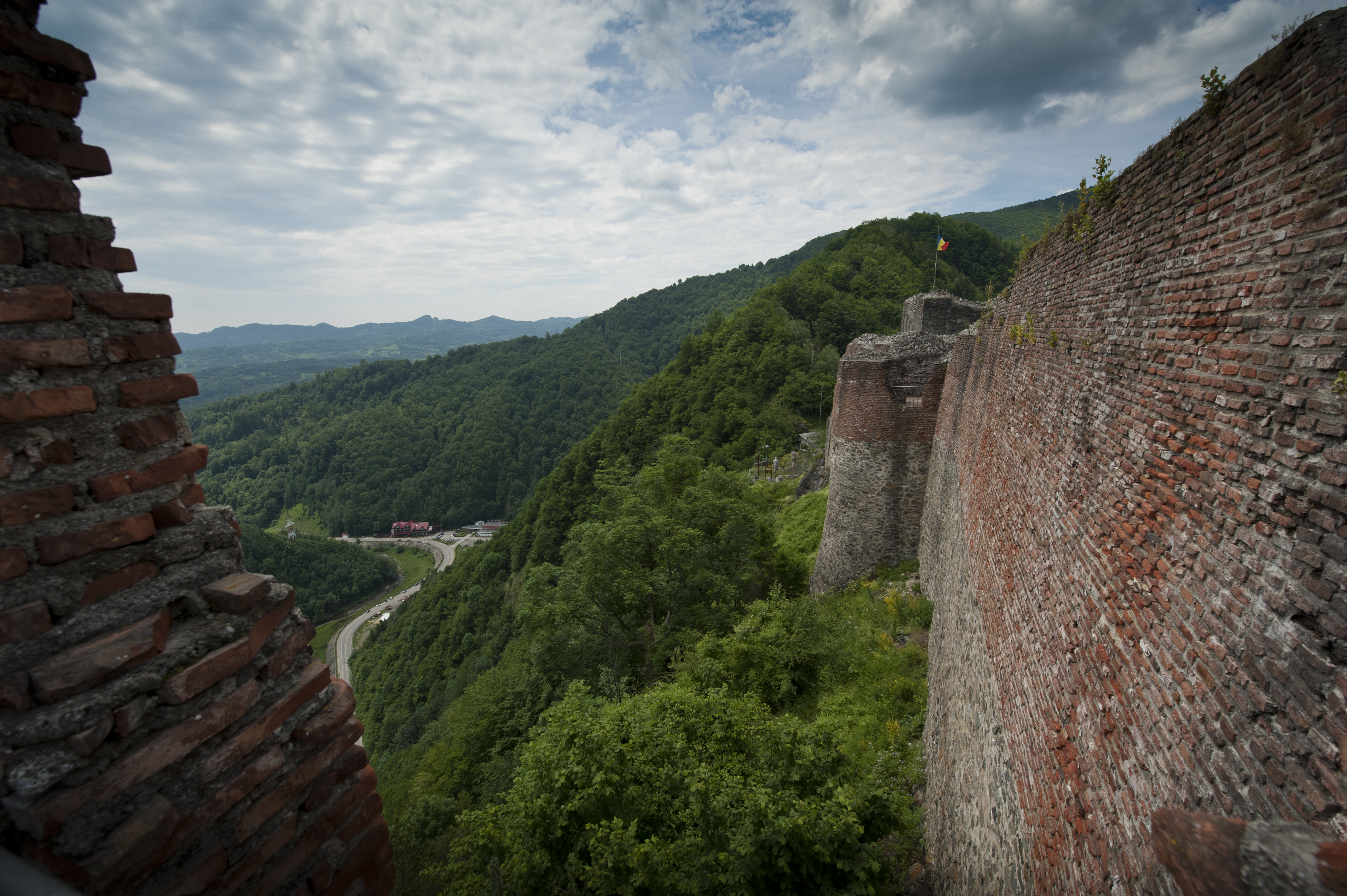
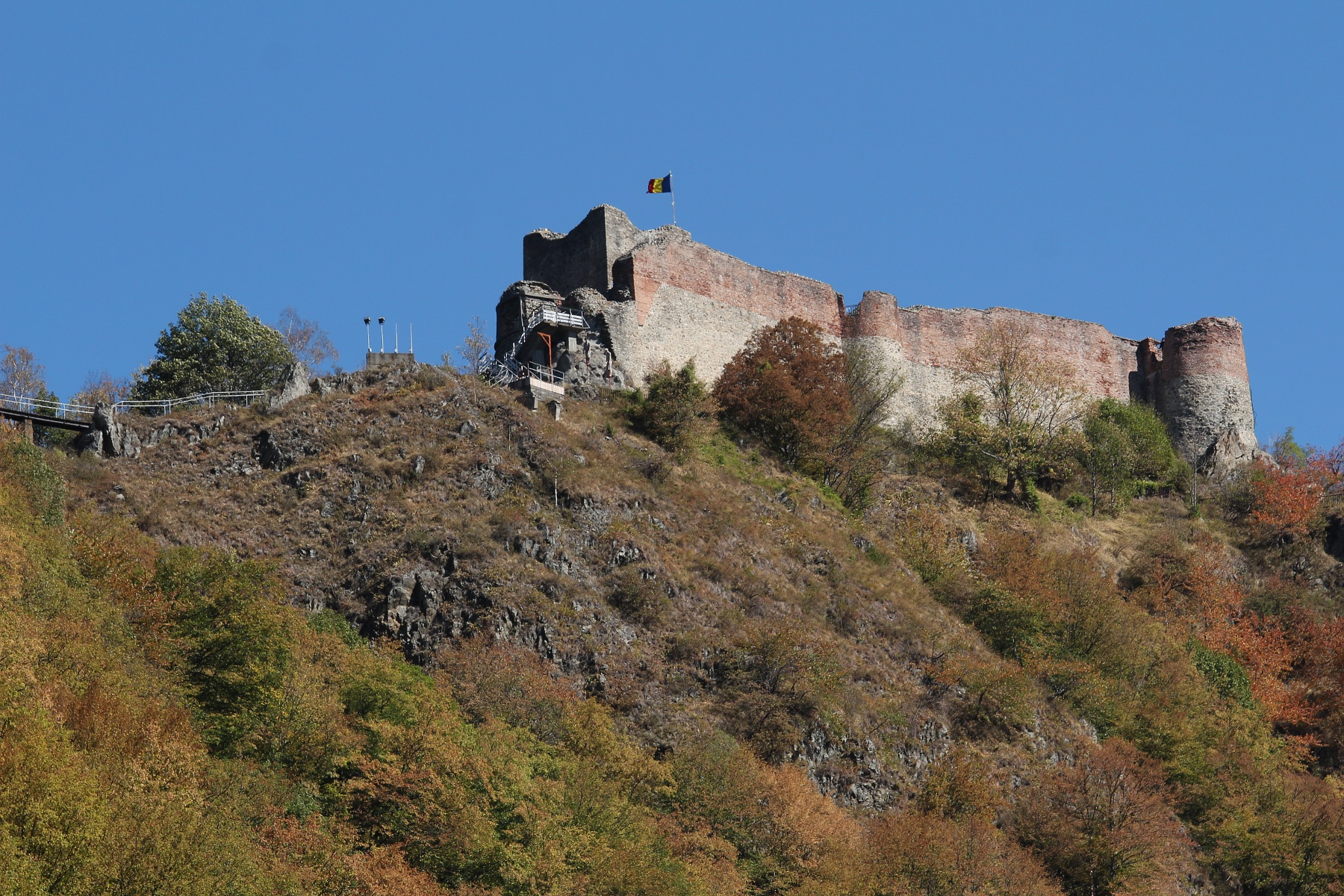
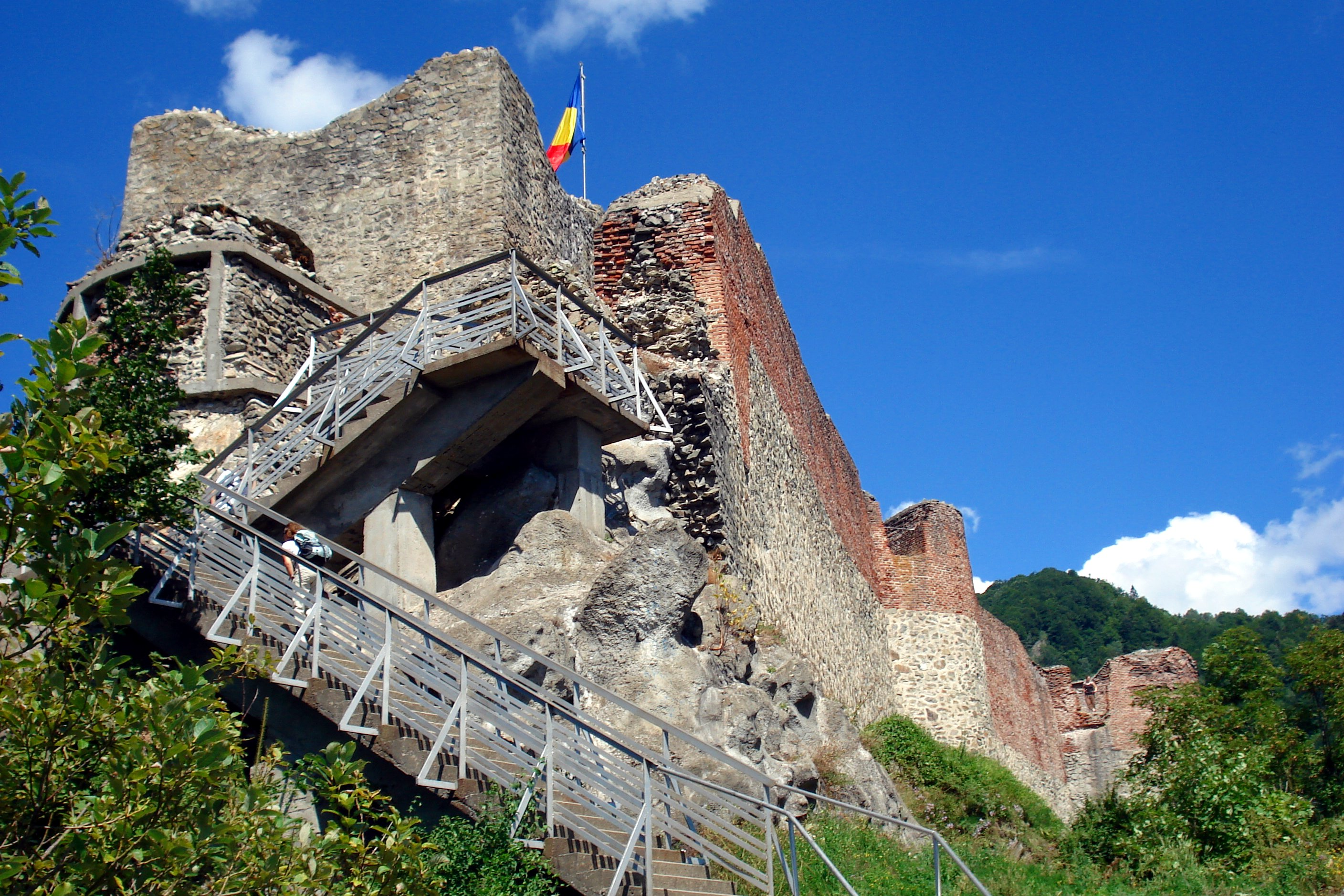
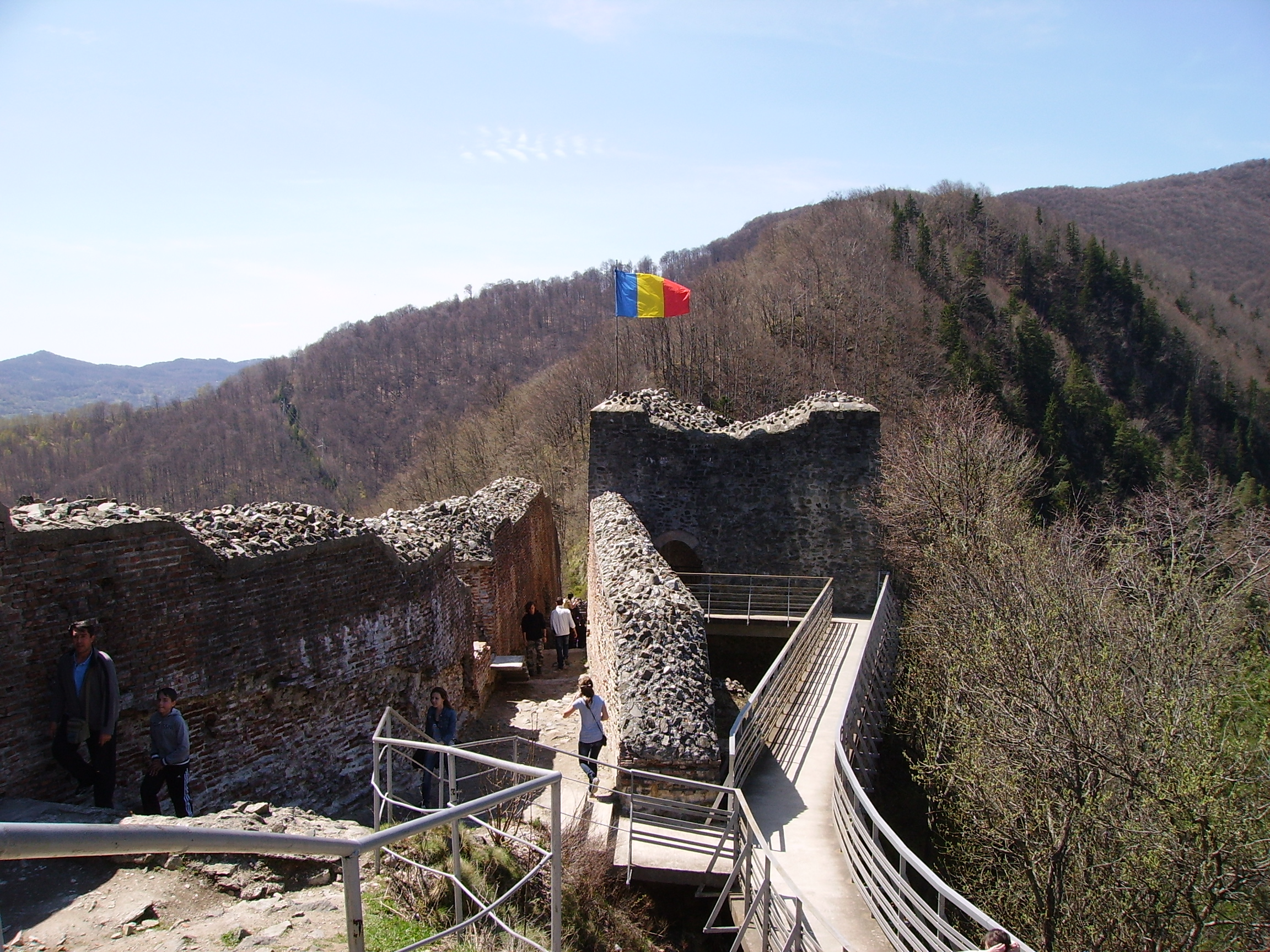
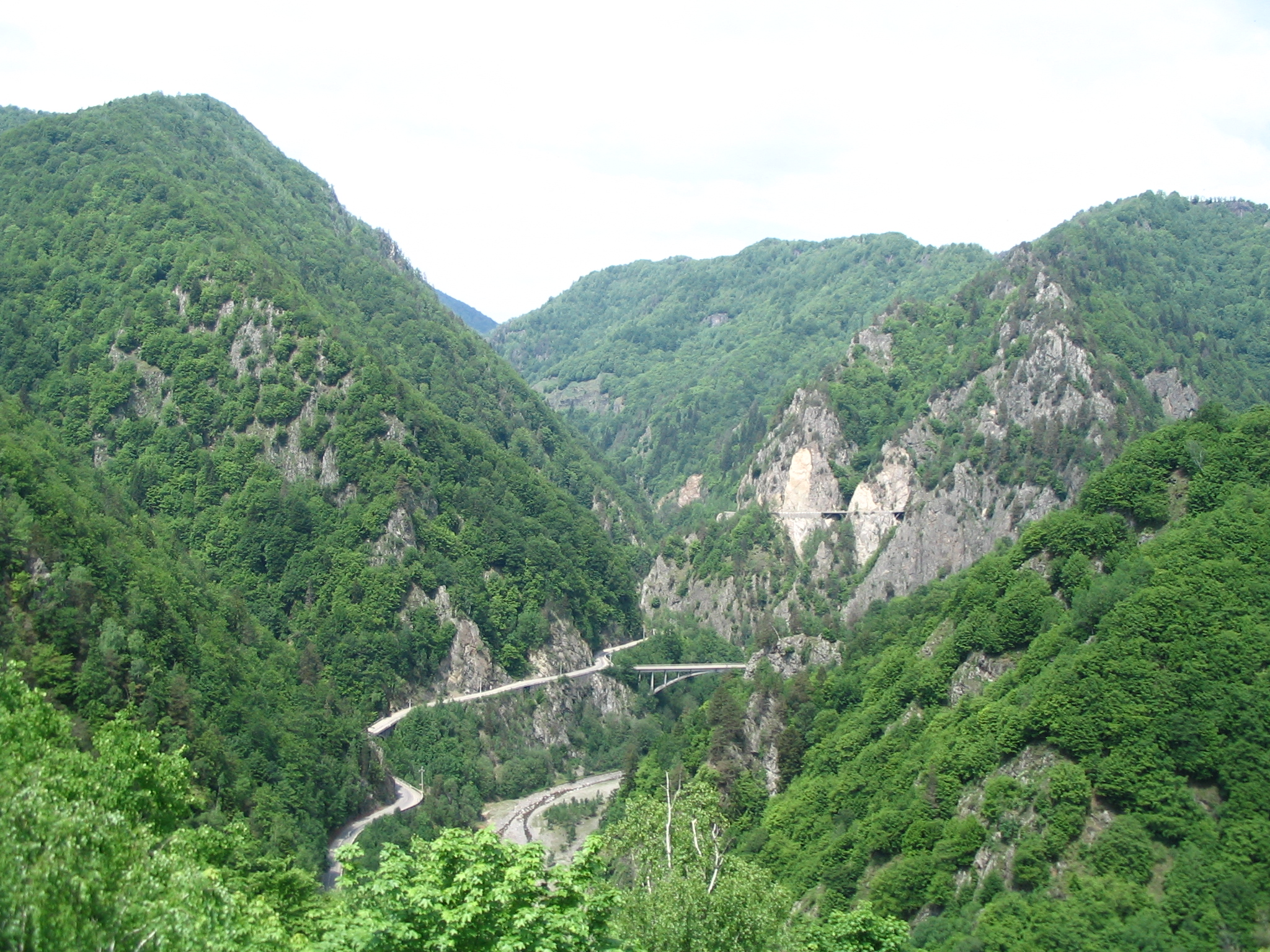